# 噂
噂（うわさ）は、その内容が事実であるかどうかを問わず、世間で言い交わされている話のこと。
類義語として、流言（りゅうげん）、飛語（ひご）、蜚語（ひご）、風説（ふうせつ）、デマ、ゴシップなどがある。語源は「浮沙汰（うわさた）」である。
デマの流布行為は名誉毀損・信用毀損罪や偽計業務妨害罪に問われる可能性もある。
噂は口コミ、また歴史的には落書（落し文）、現代ではインターネットなどの媒体を通じて流布される。

## 定義

### 流言・飛語
流言（りゅうげん）とは、正確な知識や情報を得られず、明確な根拠も無いままに広まる噂のこと。俗説、風説、流説ともいう。ある一部での話が連鎖的に広まり、それがやがて全体に広がっていく形態を取る。白川静によれば、中国の古代の歴史書書経に既に流言の例が見られるという。日本での流言の古い歴史は1600年ごろまでさかのぼる。
飛語（蜚語・ひご）も、根拠のない無責任な噂を意味する言葉で、流言と合わせて流言飛語（流言蜚語）という四字熟語を構成する。

### デマ
デマとはデマゴギー(独: Demagogie)の略で、語源としては政治的な目的を持って行われる民衆操作のための宣伝や扇動のことだが、より広い意味で使われる場合がある。現代日本語では、政治的かどうかに関わらない「流言」に相当する意味で「デマ」が使われる。1990年代後半以降は、インターネットにあるブログや電子掲示板やSNSから広まる事例も増えている。

### ゴシップ
ゴシップ(gossip)とは、巷で伝聞される興味本位の噂話のことを指すが、特にマスメディアにおいては芸能人などのゴシップを、「不祥事」・「醜聞」（しゅうぶん）を意味する「スキャンダル」(scandal)という表現で伝えることが多い。この類のネタにした記事を「ゴシップ記事」、さらにこのゴシップ記事の類を多数掲載している新聞・雑誌のことを「ゴシップ紙」「ゴシップ誌」と呼ぶことがある。

## 流言・デマの発生条件
流言の発生は、「情報の重要さ」と「情報の不確かさ」（嘘と本当の間に極大値を持つ）の積で与えられるとされる。
- どうでもいいこと（重要性低）が嘘に決まっているあるいは本当に決まっている（不確かさ極小）なら、流言発生はない。
- 大切なこと（重要性高）が嘘に決まっているあるいは本当に決まっている（不確かさ極小）なら、流言発生は噂話や伝言に留まる。
- 大切なこと（重要性高）が嘘か本当か分からない（不確かさ極大）ときに、流言が発生する。

流言や噂が発生する動機は、曖昧な状況に対する主観的解釈（自己の内的世界の投影）であり、発生そのものを抑止するのは原理的に困難である。
さらに、流言が発生するにはある条件を満たしているとより広がりやすくなる傾向があるとされる。
噂が広がる要因の一つに“話をする人”が挙げられる。その人に信用がある、または情報をよく知っているなどの条件が重なれば、聞き手はそれが本当であると信じてしまう（検証せずに鵜呑みにしてしまう）、次々と伝播していく。さらに、「これはためになる」と思い込むことから、良かれと思って（＝善意で）自分の周囲の人や知人に広く伝播させてしまう傾向が強い。パソコン通信時代、「LHAにウイルスが混入」「○○地方から当たり屋グループが」「輸血で必要なためB型Rhマイナスの人を探しています」などといった書き込みが伝播したこともある。いずれも善意の情報を装ったものであり、のちのチェーンメールのプロトタイプとも言える。
流言の伝え手、受け手側の心理的な要因として、「不安」と「批判能力」が重要である。一般に、人々の不安が高い状態（例：災害発生直後など）では、流言に対する被暗示性が高くなり、流言は受け入れられやすくなり、また伝達されやすくなる。また、受け手側でも、不安が強い人ほど流言を信じやすくなるという傾向がみられる。一方、流言を受け取っても、批判能力の高い人の場合には、他の情報源にあたってチェックするなどの情報確認行動をとることにより、真偽を見分け、流言の伝播を食い止めることができる。1938年10月にアメリカでSF「宇宙戦争」のラジオドラマ放送をきっかけとして起こったパニック騒ぎでは、批判能力（ここでいう批判とは日本のネット上で用いられる「無責任な誹謗中傷」の意味ではなく、自分の判断が正しいかを確認する能力を意味する）の低い人ほど、番組で連呼された「火星人襲来!」を事実と勘違いしてパニックに陥りやすかったという調査結果が報告されている（実は聴いている放送を他局に変えればそのような事実はないことがすぐに確認できたのである）。
また、社会的情勢が不安定である場合、噂が広がりやすいとされる。例えば、石油ショック・不況といった何らかの社会情勢の不安定化、大地震などといった天変地異、伝染病の流行などがその契機になると見られており、人間の、危機や不安に対する自己防衛本能、最悪の場合を想定してそれに備えようとする本性との関連が指摘される。
インターネット社会になると、社会に衝撃を与える大事件や社会的に耳目を集める事件が発生した場合、「義憤」に駆られた人物の強い「正義感」によって容疑者自身や親族、所属する団体の情報を暴いて公表する事例が多数みられるようになる。しかし、それらの情報は限られた情報からの憶測と思い込みの積み重ねで推測されたもので、誤った情報であることも多く、全く無関係な人物や団体に抗議のメールや電話が殺到し、新たな事件となり「正義感」に駆られた人物が逮捕される事案もみられるようになった。
噂を抑制するには、当事者以外の信頼できる第三者によって正しい情報を報じる方法が有効とされており、箝口令のような言論統制は逆効果になる例が多い。しかし、「事実よりもウソを好む」人間もおり、噂の性質によってはこの方法にも限界がある。

## 日本における流言・デマの主な例

### 銭の病
平安時代末期、平氏政権下に日宋貿易により大量に銭が輸入されると、たちまち全国で使用されるようになった。平氏政権は銭の使用を推進させたが、貴族の保守派には海外から流入する銭の使用を快く思わないものも少なくなかった。そのようなさなかに海外からもたらされたと思われる病が大流行し、多くの死者が出た。人々はこの病を「銭の病」と呼んで、銭が病をうつす媒体となっていると噂した。

### 関東大震災における流言

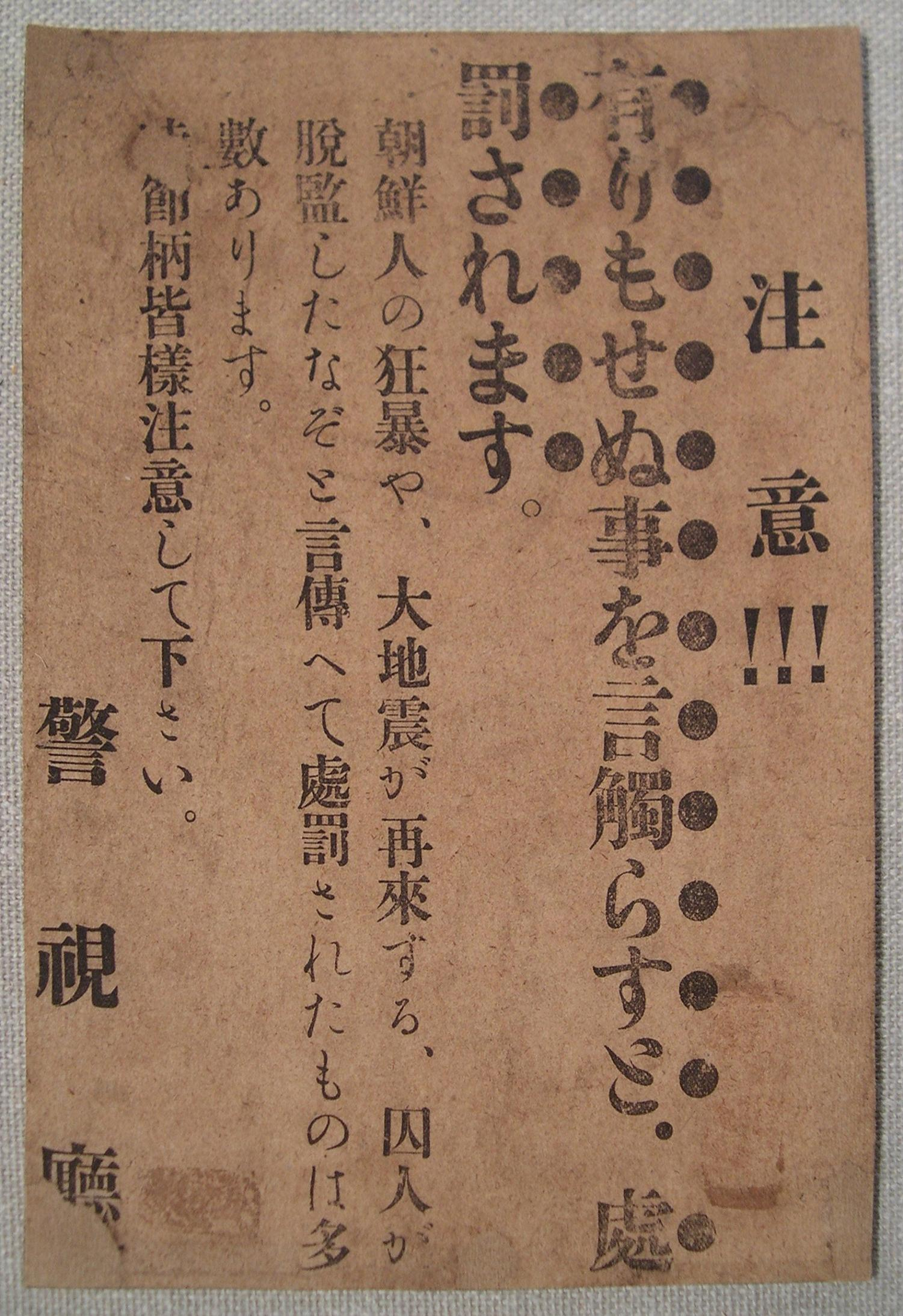
関東大震災後に警視庁が配布した、デマの流布は処罰対象となる旨のビラ。

1923年9月1日の関東大震災発生後、実際よりも大袈裟な、朝鮮人（厳密には大韓帝国は1910年で消滅、1945年に解放されるまで日本領となっていたため、国籍上は日本人であった）による略奪や暴徒化に関する流言があった。当時は報道手段が新聞や週刊誌、ニュース映画しかなかったため（ラジオ放送開始は大正末期の1925年である）一般市民が最新情報を入手しにくく、流言が広がりやすい環境下にあり、またそれ以前から三・一運動により、朝鮮半島出身者が治安上の脅威と考えられていたことによる。詳細は「こちら」を参照。
その時に流れた主なうわさを以下に示す。
1. “不逞鮮人が井戸に毒をいれた”
2. “不逞鮮人が放火・暴動を起こしている”
3. “不逞鮮人がクーデターを起こすため海軍東京無線電信所を襲う恐れあり”

具体的な情報ではなく、平時ではただの噂で終わるが、震災による極度の混乱と“日頃から「異国人」である朝鮮系に抱いていた恐怖心や憎悪・蔑視”などが重なり虐殺事件へと発展した。震災後の混乱に対する自力救済のため各地で結成された自警団により、不逞鮮人と間違われた無関係の朝鮮人や日本人、中国人も含む多数が殺害された。多くの朝鮮人が各地の警察署に保護され難を逃れた。埼玉県本庄町の本庄警察署では、警察署を襲撃した民衆が朝鮮人を殺害した事件が発生している。
流言の発生源のひとつは警察を統括する内務省であったとする説、横浜市の極右翼団体「立憲労働党」総裁・山口正憲が発生源であると言及している本もある。また、何者とはわからないが横浜方面で発生したものであると記述されている本もある。このように関東大震災時の流言に関してはその直後から各種の調査や考証が行われているが、詳細な経緯については不明な点が多い。

### トイレットペーパー騒動
日本国内で最も広範に広まった流言に、オイルショックによるトイレットペーパー騒動がある。
1973年10月、第四次中東戦争によりOPEC加盟6カ国が原油価格7割引き上げを決定すると第1次石油ショックが到来し、通産大臣だった中曽根康弘は10月19日に紙などの節約を呼び掛けたが、この頃から紙不足になるとの噂が広まった。
1973年11月1日午後1時半ごろ、大阪千里ニュータウンの大丸ピーコックストアの宣伝用の特売広告に、（激安の販売によって）「紙がなくなる!」と書いたところ、突然300人近い主婦の列ができ、2時間のうちにトイレットペーパー500個が売り切れた。
当時は戦争という背景もあり、原油価格の高騰により紙が本当に無くなるかもしれないという不安心理から、各地で噂が飛び火し、行列が発生したため、マスコミにも大きく取り上げられ、混乱は全国に連鎖的に急速に拡大した。影響は紙だけでなく洗剤や砂糖などの他の日用品にも波及した。
高度経済成長で大量消費に慣れていた人たちが、初めて「物不足の恐怖」に直面したために起こった騒動とも言われている。ただし、原油価格の高騰と商品全般の価格高騰に関係はあっても、元々が原油と紙との製造・流通過程における直接的な関連はないのでこの流言がなければ過剰な需要による品不足になる可能性は低かったと考えられる。

### 豊川信用金庫の流言事件
1973年、愛知県小坂井町（現・豊川市）を中心として騒動となった事例。女子高校生達が国鉄飯田線（当時）の車内で自分達の就職先の話をしていて、豊川信用金庫に就職が決まった女子高生を、他の友人たちが「豊川信用金庫は危ないよ」とからかった（金融機関を狙う強盗による防犯上の危険性を指しての発言だったという。なお、その時点では豊川信金は経営的には安定していた）。この友人の話を不安に感じた女子高生は親戚に相談を持ちかけ、その親戚は別の親戚に豊川信金について問い合わせた。ここから話の内容が「豊川信金が危ない」という噂に変質し、街中に広まり始めた。そして、豊川信金に預金を持っていた人物の目の前で、偶然仕事の都合で大金を豊川信金から引き出す旨の電話をした者が現れたことで、この人物は豊川信金が実際に倒産寸前であると勘違いし、この噂を善意で知人らに喧伝した。この結果、取り付け騒ぎが勃発し、豊川信金から全体として約20億円が引き出された。

### 東日本大震災における流言
2011年の東日本大震災でも多くの流言が発生している。「チェーンメール#チェーンメールが招いた悪影響」を参照。この地震に起因する流言を分析した松永英明によれば、震災発生後1か月で80個のデマが広がり、大別して11種類に分けられるという。内訳は「情報の混乱によるデマ」「科学的・医学的知識の欠如によるデマ（疑似科学を含む）」「偏向報道によるデマ」「政治家を貶めるデマ」「外国の支援を政府が妨げているとするデマ」「政府批判デマ」「その他企業・個人を批判するデマ」「人種差別デマ」「日本ユニセフ・アグネス・チャン（・日本赤十字社）を批判するデマ」「被災地の誤報」「好意的すぎる予断」「洒落がデマと化したデマ」などに分けることができるという。特に、この地震のデマはツイッター上で流れた不正確な情報を大量にツイートする人がいたことから広まるケースが多かった。さらに国内マスコミに不信感を持つ人々が海外メディアの誤報をインターネットに転載したため、デマに拍車がかかった。外国メディアの中には「福島第一原発では核兵器開発が行われていた」「東日本は今後300年、焦土と化す」など、珍妙な報道をするものもあった。
東北学院大教授の郭基煥が2016年9 - 10月に仙台市青葉区・宮城野区・若林区に住む20 - 69歳の日本国籍の770人から取ったアンケートによると、51.6%が被災地で外国人の犯罪があるという噂を聞き、聞いた者のうち信じた者は86.2%だった。その一方で外国人犯罪を見た者は0.4%、外国人犯罪ではないかと思われる現場を見た者は1.9%だった。情報源（複数回答）は68.0%が家族や地元住民による口コミ、インターネットが42.9%であった。年齢や性別で大きな差はなかった。宮城県警は流言を否定するチラシを避難所に配った。郭基煥は、災害教育にデマ対策も位置付けるべき、と述べた。

### 新型コロナウイルス・パンデミックにおける流言
- 2020年1月、「武漢市から関西国際空港に来た新型コロナウイルスに感染疑いのある中国人観光客が病院に搬送されたが逃走した」という内容の書き込みが新浪微博で流布され、その後Twitter等にも広まったため、大阪府や関西国際空港が否定した[17][18]。
- 2020年2月末、マスクが品薄となる中、「紙不足でトイレットペーパーがなくなる」「マスクの次に不足するのは原材料が中国から入らないトイレットペーパーだ」というデマがインターネット上で出回り、都内の店舗では通常の3 - 4倍ほどトイレットペーパーが売れ、商品の補充が追いつかない事態となった。またオークションサイトやフリーマーケットアプリでは高額な転売が多発した。安倍晋三内閣総理大臣は2月29日の会見で、「トイレットペーパーほぼ全量が国内生産で十分な供給量や在庫が確保されているので、冷静な購買活動をお願いしたい」と呼びかけた[19]。トイレットペーパーなどの買い占めは日本に限らず世界中で発生した[20][21]。
- 2020年3月、イギリスでは新型コロナウイルスの感染拡大の原因として、整備が進められている5Gシステムの電波が免疫機能に低下させている、電波がウイルスを伝播させているといった噂が広まり、携帯電話用の電波施設への放火が相次いで発生した[22]。
- 2021年11月、通天閣のネオン広告に「（コロナワクチンを）射っちゃダメ」や「治験中 射ったらあかん」などと表示されているように加工した偽画像がTwitterやInstagramなどのSNSで拡散された。通天閣を運営する通天閣観光には、これらの投稿を信じた人々から問い合わせや抗議が相次ぎ、一部業務に支障が生じた。同社は「悪質なデマ」として注意を呼びかけ、今後さらにデマ画像が拡散された場合は法的措置も検討すると表明した[23][24][25]。

### その他の主な例
- 1837年 大塩平八郎の乱で首謀者の大塩平八郎は死亡したが、生存説や海外逃亡説が噂された。
- 1873年11月28日から発布された徴兵制の文の中の血税の意味の勘違いから血税騒ぎ（徴兵制度に対する暴動）が起こる。各地で警察と衝突し流血の惨事が起こる。
- 1891年 西郷隆盛生存説。「いる」派・「いない」派で衝突騒ぎに。鍬、カマで相手に切りかかる事件まで発生、後の大津事件の遠因の一つともいわれている。
- 1910年 ハレー彗星有毒説。彗星が通過する間に空気を確保するためとして、自転車のチューブが爆発的に売れる。このことは漫画『ドラえもん』でギャグとして使用されている。
- 1945年 「赤飯とらっきょうを食えば爆弾に当たらない」「金魚を拝めば（同）」[26]「屋根にPを書くと爆撃されない[27]（PはPrisonで捕虜収容施設を意味している）」など、空襲避けの噂が日本で流行
- 1950年代宗教団体創価学会が葬式の際香典を持ち去るというデマを新聞社が記事として掲載したため噂が全国へ飛び火する[28]
- 1969年 ポール・マッカートニー死亡説
- 1978年 伊豆大島近海の地震発生の4日後の1月18日午後、静岡県知事名で出された「マグニチュード6程度の余震があり得るので注意」との情報が、「今後数日以内に」という文言の削除を経た上で、「午後4 - 6時に震度6の大地震発生」という地震予知情報に流言化し、静岡県全域で住民が避難したり、防災用品を買い出しに走るなどの「パニック」騒ぎになった。
- 1979年 口裂け女。岐阜県から始まった噂話があっという間に全国に広まり、社会現象化した。
- 1980年代 イラン人（中東系）グループによる日本人夫婦襲撃・レイプと妻自殺の噂。
- 1986年 『ドラえもん』が「実はすべて植物人間である野比のび太が見た夢だった」という内容の最終回を迎えるという噂が流れる（ドラえもんの最終回）。
- 1986年 全国で『サザエさん』が終わるという話が流れる。また、「最終回の内容」とされるもの（「サザエさん一家を乗せた飛行機が海に墜落するがこの一家だけが行方不明となった。皆、海に還ったのだろう」というもの）も同時期に噂として広まる[29]。
- 1993年 甲府信金OL誘拐殺人事件における被害者の父親共犯説。
- 1995年1月19日前後（阪神・淡路大震災直後）及び同震災発生1か月半後の2月26日、関西で京都府亀岡市の亀岡断層を震源地とする震度7の地震が起こるとの噂が発生した。2度目の噂では、亀岡市周辺の企業で臨時休業や食品スーパーで商品の買い占めが発生した。
- 1995年4月18日 4月15日予言。オウム真理教のテロの噂が流れ新宿はじめ各地で厳戒態勢。
- 1995年9月1日、東村山市議が東村山駅前のビルから転落死した事件。警察や東京地検は自殺と判定したが、市議が対立していた特定政党の支持団体から謀殺されたとの噂が広まり、一部マスコミも疑惑として報道した。それに乗る形で特定政党と対立関係にある政党関係者も謀殺説を支持した。その後、自殺説、謀殺説両方の裁判が相次いで起こされたが、公的な捜査結果を覆す判決は出ていない。
- 1996年9月 志村けん死亡説。
- 1998年10月中旬頃 宮城県で「もうすぐ大地震が来る」とのデマが中学生を中心に広がった。このことは地元紙の『河北新報』にも取り上げられた。子供だけでなく、医療関係者などからも行政機関に問い合わせが来たという。
- 1999年7月 『ノストラダムスの大予言』による人類滅亡。
- 2000年5月　Who are you?捏造報道。
- 2003年 佐賀銀行倒産メール事件。
- 2003年9月-11月頃 この年、5月26日（三陸南地震）・7月26日（宮城県北部地震）・9月26日（十勝沖地震）と奇数月26日に強い地震が起こっていたため、「11月26日にも大地震が起きる」というデマが広まった。テレビ朝日の番組 『SmaSTATION!!』でもこの話題を取り上げていた。
- 2005年 フィリピンで旧日本兵の生存者が発見されたとの噂が流れ、マスコミ各社が報じた。大半のマスコミは未確認情報として慎重な扱いに終始したが、中には本人の手書きメモが存在するとの噂を掲載した新聞もあった。（残留日本兵#潜伏していた日本兵も参照。）
- 2007年11月16日 坂出3人殺害事件において、被害者の父親を犯人扱いするマスコミとネットユーザーによる誹謗中傷。
- 2012年 「マヤの予言」等による人類滅亡。

### インターネットから広まったデマの例
- 1998年頃から、お笑い芸人のスマイリーキクチが殺人事件に関与していたというデマが流れた。このデマは10年以上続けられ、逮捕者を出してようやく沈静化した（詳細は後述）。
- 1998年 インターネット上に公開されていた「僕が考えたドラえもんの最終回」という創作小説がチェーンメールなどを通じて本当の最終回であると称され、次々にデマが広がった。
- 2005年頃から、インターネット上に『創価学会に入信した有名人リスト』として事実確認をせずに氏名を掲載するデマが流行し、その内容をきっこなどの有名ブロガーが記事として掲載したことから愛川欽也が創価学会員というデマがネット上で流れた。2009年2月28日に愛川は自身の公式ホームページで「僕は創価学会の会員ではありません」と正式に否定し、J-CASTニュースが3月2日に報じている[30]。同誌は、過去に週刊誌等が特集として組んだ創価学会に入信した芸能人リスト[31][32]の中にも愛川の名がないことから、「ウェブサイトでの発表の正しさを裏付けるものと言えそうだ」としている。その後きっこのブログは謝罪記事を掲載した。
- 2007年11月に発生した坂出3人殺害事件で、被害者幼児の父親がいかつい外見であることから、ネット掲示板を中心に父親を犯人と決めつける書き込みが相次いだ。また、一部報道機関も同様の取材行動を行ったが、別の親類が犯人として逮捕された。
- 2012年7月、大津いじめ自殺事件において、実際には加害生徒とは無関係の人物が加害生徒の親族として実名や顔写真をインターネット上に掲載された[33][34]。また「滋賀県栗東市の加害生徒の親族が滋賀県警察から天下りしている病院に自殺した生徒が搬送され、死因を隠蔽された」などのデマも流れ、当該病院や滋賀県警察が否定した[35]。
- 2013年7月27日、秩父宮ラグビー場にて実施予定だったアイドルグループ・NEWSの屋外コンサートが、悪天候により翌日に順延された。これにより、宿泊先を確保せずに遠方から来場していた女性ファンらが行き場を失い、拉致・暴行・薬物取引などの犯罪に巻き込まれたとする流言や、警察署や消防署、大学、国立競技場等が開放され宿泊できるなどといった虚偽の情報がTwitter上で多数流された（パーナさん事件）。
- 2014年8月　平成26年8月豪雨による広島市の土砂災害被災地において、韓国人窃盗団による空き巣犯罪が広がっているという噂がネット上で流布され、広島県警がこれを否定するコメントを出した。また、マスメディア関係者による食料買い占めのデマも広まった[36]。
- 2016年4月に発生した熊本地震において、「ライオンが逃げた」など複数のデマが拡散し[37]、流布者が同年7月、熊本市動植物園への多数の問い合わせ電話を誘発し業務を妨害したことで、威力業務妨害罪で逮捕された[38]。
- 2016年5月18日、Twitterにこの日インドネシアで発生した鉄道事故の画像が、同日に東武東上本線中板橋駅付近で発生した脱線事故の画像と偽って投稿された。この画像をフジテレビ系列が『直撃LIVE グッディ!』が、後者として紹介した[39]。
- 2017年5月に発生した福島県浪江町の山火事において、紀伊民報が紙面で「放射性物質が飛散」と記載。ネットを通じて広まり、福島県庁が訂正に乗り出す事態になった[40]。
- 2017年8月29日、Twitterに「北朝鮮が発射したミサイルが飛んでいるのが見えた」というコメントと、上空を飛ぶミサイルのような画像が投稿され多くリツイートされた。しかし、「デマ」という指摘が相次いで削除され、元海上自衛隊司令官の香田洋二も「飛行ルートを考えると日本国内の地上から肉眼でとらえることは難しくデマだと思う」と述べた[41]。
- 2017年12月20日、Twitterに「社内アンケートの結果『（AEDによる救命措置を）男性にされたらセクハラで訴える』という女性社員が多かったため、女性社員が倒れていたときの救助活動一切を女性にさせ、男性しかいないときは女性を呼び出すか、契約書に本人の署名をしてもらってから救助する。という会社に遭遇した」「女性の意思を尊重した結果なので、男性社員は誰も文句を言わずに受け入れてましたが、女性社員はなんか喚いていたらしい」というツイートが投稿された。投稿は1万回以上リツイートされ、投稿内容を信じたネットユーザーから「何もしない方がマシ」「もう女性にはAED使わなければいい」などの意見が出た。しかし、投稿者は22日、自身のブログで「一連のツイートについては、全て誇張等を含んだ、嘘のツイートになります。私のツイートで、主に女性の皆様をはじめ多方面ご迷惑をおかけし、誠に申し訳ありませんでした。このブログには嘘、偽りがないことを誓います」と、投稿者内容が嘘であることを認め謝罪した。実際、傷病者の衣服をハサミで切る行為は器物損壊罪、衣服をはだけさせる行為は強制わいせつ罪（傷病者が意識不明であれば準強制わいせつ罪）の構成要件にはなるが、救命のためにやむを得ずした行為であれば罪に問われない（「違法性阻却事由 (日本法)」及び「緊急避難」を参照）[42]。なお、このような「AEDセクハラデマ」はネット上で定期的に発生している[43]。
- 2018年6月18日に発生した大阪府北部地震において、「大阪ドームの屋根がヒビ割れ」「シマウマが脱走」「京阪電車が脱線」というデマがインターネットで流布したため、大阪府が警戒を呼びかけた。
- 2017年ごろに電子掲示板・4chanで、リベラルを釣るために「OKサインは白人至上主義の象徴である」というデマが出回ったが、欧米のメディアの報道により拡散され、それを本当だと信じ込む人が多くなってきた。2019年3月に発生したクライストチャーチモスク銃乱射事件において、犯人が出廷した時にこのジェスチャーを出したのもこれが原因だと思われる[44][45]。また、ブリザード・エンターテイメントは2019年4月に、ゲームの生放送中にOKサインを出すのを禁止した[46]。
- 2019年8月に茨城県内の常磐自動車道で発生したあおり運転とそれに伴う暴力事件で、この事件で逮捕された男性の自動車に同乗していたとされた無関係の女性の名前や写真がインターネットで広まった。愛知県豊田市議会議員が、デマを拡散したとして当該の女性から訴訟を起こされ、この議員は同年11月2日に辞職した[47]。
- 岡山市内の建設会社で、技能実習生が職場で長期にわたり暴行を受けていた問題が2022年までに判明したが、この件を巡り、同市内に所在する無関係の企業に対し、中傷や批判の電子メールが殺到している。SNSに流されたデマ画像を信じた者らによると考えられており、被害を受けた会社は、刑事告訴も検討している[48]。
- 2025年3月21日、緊急事態条項が同年3月27日の衆議院憲法審査会で採決されるという情報がX (ソーシャル・ネットワーキング・サービス)を通じて拡散した。実際は参議院の「緊急集会」をめぐる各党の討議となっている[49]。
- 2025年に、「7月に日本で大災害が起こる」との情報が、SNSで拡散された。香港航空は、同年7月から8月にかけて、香港 - 熊本・鹿児島間の路線を全便欠航するとしたが、理由として、香港から日本への旅行需要の減少を挙げており、これらの投稿との関連性はないとしている[50]。
- 2025年6月に大阪市内の神社で発生したボヤ騒ぎに関して、大阪府神社庁が府内の各神社に宛てた文書に於いて「放火した犯人はイスラム教徒であり、『邪教だから火をつけた』と供述した」と記されていたとの内容の投稿が、Xで拡散された。これについてXでは、「多文化共生など無理」など書き込みに賛同する内容の投稿と、デマであるとして注意を呼び掛ける内容の投稿の双方が行われた。府神社庁では「（当該神社の）宮司からの報告を基に、注意呼び掛けのため発出した」とコメント。一方、当該神社の宮司は、ボヤ発生日の夕方に小学生らによる放火があったとした上で、その中に外国籍と思われるの児童もいたとし、その点を含めて府神社庁に報告したものの、「邪教であるなどとの報告は一切していない」として、府神社庁に対し訂正を求めた。府神社庁では、伝聞に相違があった可能性を認め、事実確認の意向を示した[51]。その後府神社庁は、一連の情報が誤情報だったとの認識を示したが、当該神社の宮司との証言とは認識の食い違いが続いている状況である[52]。

## 著名人に関する流言・デマ

### ブルース・リー
- ブルース・リーが死亡した際、様々な噂が流れた。
- 「司法解剖の際に大量のマリファナが検出された」や「筋肉を引き締めるために200ボルトの電流を体に流したための感電死」「マフィア説」など。

実際には、背中の古傷のために長年使っていた痛み止めとその晩に使用した鎮静剤の副作用と言われている。

### テレサ・テン
- テレサ・テンが死亡した際にも、様々な噂が流れた。
- 「麻薬中毒」や「マフィア暗殺説」「エイズによる死」など。

2007年6月にテレビ朝日系列で放送された「テレサ・テン物語」では、気管支炎による発作で亡くなったとされている。

### ポール・マッカートニー
- 1969年に、ビートルズの一員であったポール・マッカートニーが死亡したという噂が流れ、多くの「証拠」とのこじ付けがなされ、世界的に広まった。詳しくはポール死亡説を参照。

### ディエゴ・マラドーナ
- 2007年4月27日、アルゼンチン国内でディエゴ・マラドーナが地方紙に「意識不明の状態に陥った」と掲載され、さらにマラドーナが死亡したと噂が切り替わり国中がパニックになり追悼番組が準備される事態となり、アルゼンチン政府が事情聴取を行う事態にまで発展した。
- 結局、マラドーナが腹痛で入院しただけだと病院側が記者会見を行い事態は一気に収束した。

### サモ・ハン・キンポー
- 2007年12月9日分の中国網視台（チャイナネットTV）の報道でサモ・ハン・キンポーが2007年12月8日夜に急死したと報道される事態が発生した際、中国・香港はおろか世界中で様々な噂が流れた。
- ちなみに2日後にサモ・ハン本人が中国の新聞の電話取材に応え、健在であることが判明した（無論誤報に対し憤慨していた）

### 水の江滝子
- 1984年ロス疑惑を契機に女優映画プロデューサーの水の江滝子とロス疑惑の三浦和義が実の親子ではないかという噂がマスコミから一斉に起き、週刊誌に書きたてられた[53]（正しくは三浦は水の江の実兄の子、つまり甥である）。それに腹を立てた水の江は数年後芸能界を引退した。
- 三浦も雑誌のインタビューで「水の江滝子の実子説というのはなんの根拠もありませんよ」とはっきり否定している[54]。

### スマイリーキクチ
- 「犯行現場である足立区出身」「犯人グループと同世代」「10代の頃に不良だった」などの理由を点とし、主観に過ぎない連想で線で結び、1989年に発生した女子高生コンクリート詰め殺人事件にスマイリーキクチが関与したという噂をネット上で広め、噂を信じてキクチを犯人呼ばわりする書き込みをした者が脅迫および名誉棄損で摘発され、検挙された中傷犯のうち書き込みの内容が悪質とされた計7名が同罪で書類送検となった。

### ペレとセナの不仲説
- ブラジルを代表するスーパースターペレとアイルトン・セナはともにマリア・ダ・ガラサ・メネゲル（通称シュシャ）と交際していた。シュシャは当初ペレと交際していたがその後セナと交際をする。そのため2人の間にシュシャを巡るトラブルがあった、シュシャの件で不仲になったという噂が立てられた。

### 木村拓哉の娘のダウン症説
- 木村拓哉・工藤静香夫妻は娘のCocomiとKōki,が自分達の意志でデビューするまで、2人の姿が写った写真を公開しなかった。だがこれがネット上における「(娘は)病気らしい」「専門の病院にかかるためうちの県にキムタク一家が引っ越してくる」といった噂を招き、さらに「木村拓哉の娘はダウン症?」といったタイトルのトレンドブログが多数生み出された[55]。

## 虚説の流布の処罰
デマが犯罪の構成要件に該当することがある。

### 日本
1703年に発生した元禄地震では、翌年に流言飛語の取締を命じる町触が出されている。
人の信用（支払意思や支払能力に対する社会的評価）を低下させる危険性を作り出すような、虚説の流布（デマ）は、信用毀損罪（刑法第233条）に問われる。なお、金融商品取引法（旧証券取引法）にも「風説の流布」での処罰規定がある。
また、虚偽の風説や偽計による業務の妨害は、業務妨害罪（刑法第233条・234条）に問われる。2016年4月に発生した熊本地震では、動物園に関するデマ情報をTwitterに投稿した神奈川県在住の会社員の男が、動物園に対する業務妨害で、熊本県警察に逮捕された。2024年1月に発生した能登半島地震では、SNS投稿による虚偽の救助要請で石川県警の機動隊員に捜索活動などをさせて業務を妨害したとして、埼玉県の会社員の男が偽計業務妨害で石川県警察に逮捕された。
このほか、人の社会的評価を低下させるような危険性を生じさせた場合には、名誉毀損罪に問われる（成立要件につき名誉毀損罪を参照）。2017年6月5日に、神奈川県の東名高速道路で発生した、東名高速夫婦死亡事故をめぐり、事件とは無関係の会社をインターネット上の書き込みで誹謗中傷したとして、福岡県警察は2018年6月に、11人を名誉毀損罪で書類送検した。

### 中国
中華人民共和国では、大地震について流言を広めた者が処罰されており、四川大地震のネット書き込みで17人が処分されている。

## 文化
俗言
- 「噂をすれば影がさす」といえば、ある人の噂をすると当人がそこに現れる（噂をされた側は呼ばれた自覚がない）ことを指す。『東海道中膝栗毛』のせりふに由来するとされる。中国語にも同様の現象をいう「曹操の噂をすると曹操が現れる（說曹操，曹操就到）」ということわざがある。このほか俗言として「噂をされるとくしゃみが出る」というものがある。これらの俗言からも、噂をするということは何らかの力を発揮するものだととらえられていた。
- 「火のない所に煙は立たない」という諺は、事実がなければ噂は立たないという意味であるが、SF作家の山本弘は「火のないところに煙は立たないというのは嘘である。ジャン＝ノエル・カプフェレの研究によれば、噂の大半は火のないところに立っているという」と指摘している。

慣用句
- 市虎三伝(しこさんでん)、三人成虎（さんにんせいこ） - 中国の歴史書『戦国策』からの慣用句。1人の言う有り得ない事「市に虎が出た」は信じないが、3人が言い出したら信じてしまうことを言う。
- argumentum ad nauseam （ラテン語） - 誤った論説が繰り返されて正当化される事

## 「噂」がタイトルに用いられた作品・テレビ番組

### テレビ番組
- 噂の刑事トミーとマツ
- うわさの調査隊
- 噂の!東京マガジン
- うわさ体感バラエティ くちこみっ

### 楽曲
- 噂 - オリビア・ニュートン＝ジョンの楽曲。
- 噂 - My Hair is Badの楽曲。スタジオ・アルバムmothersに収録。